# A humbug, avagy: amerikai erkölcsök
A humbug, avagy: amerikai erkölcsök Jules Verne humoros novellája, amelyet valószínűleg 1870 körül írt. A szöveget Verne életében nem adták ki. Először 1910-ben az író fia, Michel Verne gondozásában összeállított Tegnap és holnap novelláskötetben jelent meg Verne kiadója, Pierre-Jules Hetzel fiának, Louis-Jules Hetzelnek kiadásában. Jules Verne eredeti szövege 1985-ben jelent meg a Jules Verne Bulletin de la Société 76. számában, így kimondható, hogy Michel Verne több helyen belejavított apja munkájába, szakértők szerint előnytelenül.
A történet ötletét Jules Verne 1863-as, egyetlen, amerikai útján hallhatta, miszerint Barnum (1810 – 1891), a világhírű cirkusz alapítója hamis fosszilis leletekkel kereskedett, miután 1842-ben egy majom testéből és egy hal farkából készített lényt, a Feejee sellőt bérbe adta Moses Kimball bostoni múzeumának.

## Tartalom
1863 márciusában az elbeszélő a Kentucky gőzhajón New Yorkból Albanyba utazik. A Hudson folyón felfelé haladó hajón utazókkal beszélgetve megmutatkozik az akkori Amerika társadalma, gondolkodása.
|  | Alább a cselekmény részletei következnek! |

Megismerjük Henry Melvil halászati nagyvállalkozó feleségét, aki férje ügyében utazik néger szolgájával, Arsinoéval. Épp eléri a hajót Meade Augustus Hopkins két néger szolgája, Bobby és Dacopa kíséretében. Hopkins sokadszorra teszi meg az utat, minden alkalommal hatalmas csomagokat szállít Albanyba. Természetesen mindenki azt találgatja, vajon mire készül az ismert vállalkozó.
Albany árverés lázában ég, az énekesnő Sontag jegyeire lehet licitálni, az esemény főszervezője a zenegyűlölő John Turner. A licit során Hopkins megalázó ajánlattal nyer Turner ellenében.
Lassan fény derül Hopkins vállalkozására, a város külterületén világkiállítást akar létrehozni. Ezrek jelentkeznek befektetőnek a nem létező részvénytársaságába, illetve ajánlják fel szolgáltatásaikat a rendezvény fényének emelésére. A kiállítás területén egy őslény csontjára akadnak, adja hírül az egyik napilap. Hamarosan kiderül, hogy egy hatalmas őslényről lehet szó, egy soha nem látott méretűről. A felfedezés híre bejárja Amerikát, erősen köszönhetően Hopkins segítő tevékenységének. Valóságos őslényláz tör ki.
Az elbeszélő elhatározza, hogy kilátogat az építési területre, amit nehezen talál meg. A terület szinte érintetlen, építkezésnek nyoma sincs, csak egy robbantás ásta gödör tátong a leendő világkiállítás helyén. A gödör tele van különböző csontokkal. És egy elvesztett papírfoszlány bizonyosságot ad, ezen Mr. Brackley részletezi, milyen és mennyi  bivaly-, üsző-, ökörcsontot szállított le Hopkinsnak.
Az elbeszélő vizsgálódás közben összefut Hopkinsszal, aki örömmel újságolja el, hogy most lőtte le azt a vöröstigrist, amely összetörte az őslény csontját – a vöröstigris Amerikában ismeretlen állat. Az elképedt narrátor hitetlenkedve hallgatja Hopkins terveit. Aki javára, meghallva a veszteségeit, a lakosok gyűjtést indítanak, a területre áramlanak a fizető kíváncsiak, míg végül Hopkins magas áron túl nem ad rajta.
|  | Itt a vége a cselekmény részletezésének! |

Hazaérve, élményeimből azt a következtetést szűrtem le, hogy a tehetségtelen művészek, a repedtfazék-hangú énekesek, az ütemérzék nélküli operai, illetve a kötél nélküli cirkuszi táncosok jövője fölöttébb borús lenne, ha Kolumbusz Kristóf föl nem fedezte volna Amerikát.

## Értékelés
„Az amerikaiak talán éppen a visszahatás kedvéért nagyon rokonszenvesek. Amerika a Great-Eastern utasának, a Niagara bámulójának elsősorban a nagy méretek országa. Az utazási regények írója nem hagyhatta ki Angliát, a fantasztikus ötletek kieszelője nem kerülhette el Amerikát. Az első regényekben Amerika, a löveggyártási mánia rabja humoros kezelésben részesül; de ebben van egy adag elismerés is. Barbicane, Nicholl és Maston különcök, gépies emberek s a Bergson előtti francia is komikusaknak találja őket. De azért van bennük nagyvonalúság, sőt hősiesség is. Az amerikai epizódalakokban már csak a különcség maradt meg, a tiszteletreméltó elem elpárolgott, a Humbug c. novella pedig határozottan szembefordul az amerikanizmussal.”

– Hankiss János

## Szereplők
- narrátor, francia
- a Kentucky kapitánya
- Francis Wilson, Albany kereskedő, lánya Henry Melvil felesége
- Mrs. Melvil, Henry Melvil férje, Francis Wilson lánya
- Arsinoé, Melvil szolgája
- Meade Augustus Hopkins, vállalkozó
- Bobby, Hopkins szolgája
- Dacopa, Hopkins szolgája
- John Turner, vállalkozó
- Sontag, énekesnő[9]
- Cornut, természetbúvár[10]
- Barckley, New York-i hentes

## Érdekességek
- Nálunk a leányok - magyarázta Mr. Wilson - függetlenebb szellemben nevelkednek, mint önöknél. Amikor Lola Montez színésznő meglátogatta őket, nem a párizsi táncosnő lépett otthonaikba, még csak nem is bajorországi Lansfeld grófnő, hanem egy híres asszony, akire kellemes ránézni. A gyermekeknek, akik kíváncsian megbámulták, nem lett ettől semmi bajuk. Ünnep volt ez a számukra, öröm, szórakozás. Hol itt a baj?
- Egészen biztos vagyok benne - felelte Hopkins. - Alkatánál fogva ez a monstrum nyilvánvalóan a vastagbőrűek rendjébe tartozik, hiszen a Humboldt úr által igazán mesterien leírt jellegzetességek mindegyike föllelhető rajta.
- Nos - vágott vissza Mr. Wilson -, tudja meg, hogy Amerikában egy csődön mindenki nyer, tönkre nem megy senki.

## Magyar kiadások
A humbug, avagy: amerikai erkölcsök novellát más novellákkal együtt adták ki.
- Az örök Ádám, fordító: Timár György, Gondolat, Budapest, 1973 (A humbug, Híjj-zutty, Zakariás mester, Ox doktor hóbortos ötlete, A XXIX. században és Az örök Ádám)
- Az ostromzáron át, fordítók: Kováts Miklós, György Ferenc és Klumák István, grafikus: Simon András, Móra Könyvkiadó, Budapest, 1982, (Az ostromzáron át, Disz úrfi és Esz kisasszony és A humbug)
- Ox doktor teóriája,  fordítók: György Ferenc és Klumák István, illusztráció: Kondor Lajos, Madách Pozsony és Móra Budapest, 1973, (Ox doktor hóbortos ötlete, Disz úrfi és Esz kisasszony és A humbug)
- Zakariás mester és más elbeszélések,[11] fordító: Klumák István, Timár György, Unikornis, 2002, ISBN 9634274722[12] Ez a fordítás a MEK-ben[13] Az örök Ádám cím alatt található.